# Betta tussyae
Betta tussyae es una especie de pez de la familia Osphronemidae.
- Wikimedia Commons alberga una categoría multimedia sobre Betta tussyae.

- Datos: Q3639134
- Multimedia: Betta tussyae / Q3639134
- Especies: Betta tussyae